# Lê Hồng Quang (Quảng Trị)
Lê Hồng Quang (sinh năm 1965) là thẩm phán cao cấp người Việt Nam. Ông hiện giữ chức Chánh án Tòa án nhân dân tỉnh Quảng Trị. Ông là đảng viên Đảng Cộng sản Việt Nam.

## Tiểu sử
Lê Hồng Quang sinh năm 1965, quê quán tại xã Vĩnh Giang, huyện Vĩnh Linh, tỉnh Quảng Trị.
Ông có bằng Cử nhân Luật.
Chiều ngày 4 tháng 1 năm 2013 tại thành phố Đông Hà, tỉnh Quảng Trị, Lê Hồng Quang, Phó chánh án TAND tỉnh Quảng Trị được bổ nhiệm giữ chức vụ Chánh án Tòa án nhân dân tỉnh Quảng Trị thay cho Hoàng Văn Em nghỉ hưu theo chế độ.
Ngày 17 tháng 4 năm 2018, Lê Hồng Quang, Chánh án Tòa án nhân dân tỉnh Quảng Trị được Chủ tịch nước Việt Nam Trần Đại Quang bổ nhiệm chức danh Thẩm phán cao cấp.
Hiện nay (2018), Lê Hồng Quang đang là Tỉnh ủy viên Tỉnh ủy Quảng Trị, Chánh án Tòa án nhân dân tỉnh Quảng Trị.

## Đóng phim
Ông Lê Hồng Quang từng tham gia đóng vai Thẩm phán (Chủ tọa phiên tòa) trong bộ phim truyền hình nhiều tập "Bến đò xưa lặng lẽ" (2009) do Hãng phim truyện Việt Nam sản xuất